# فالنتين دي فارغاس
فالنتين دي فارغاس (بالإنجليزية: Valentin de Vargas)‏ هو ممثل أمريكي، ولد في 27 أبريل 1935 بألباكركي في الولايات المتحدة، وتوفي في 10 يونيو 2013 بتلسا في الولايات المتحدة.

## أعمال

### أفلام
- (1960) السبعة الرائعون

### مسلسلات
- دالاس

## وصلات خارجية
- فالنتين دي فارغاس على موقع IMDb (الإنجليزية)
- فالنتين دي فارغاس على موقع ألو سيني (الفرنسية)
- فالنتين دي فارغاس على موقع أول موفي (الإنجليزية)
- فالنتين دي فارغاس على موقع قاعدة بيانات الفيلم (الإنجليزية)
- فالنتين دي فارغاس على موقع كينوبويسك (الروسية)